# 우쯔윈
우쯔윈(중국어: 吳子雲, 병음: Wú Ziyún, 한자음: 오자운, 1976년 9월 10일 ~ )은 타이완의 인터넷 소설가, 영화 감독이다. 텅징수(藤井樹)라는 필명도 쓰는데, 이는 일본 영화 《러브레터》(1995)의 주인공 이름에서 따온 것이라고 한다. 또 인터넷에서는 Hiyawu라는 닉네임을 쓴다. 2016년 본인의 동명 소설을 영화화한 《카페 6》를 연출하였다.